# Colònia penal
Una colònia penal és una colònia emprada com a establiment penitenciari en la qual els presos realitzen treballs forçats. Les colònies penals més conegudes són les que va mantenir l'Imperi Britànic a Austràlia, durant els segles xviii i xix, i França a la Guaiana Francesa, durant els segles XIX i XX.

## Generalitats
El règim penitenciari era sempre molt dur i sovint incloïa greus càstigs físics. Així, encara que la condemna no fos a cadena perpètua, molts morien de fam, malaltia, manca d'assistència mèdica i per excés de treball, o fins i tot morien en intents de fuga.
En el sistema penal colonial els presoners eren deportats a llocs llunyans per dissuadir-los de tornar en finalitzar la condemna. Les colònies penals freqüentment estaven situades en terres frontereres, especialment en parts inhòspites, en què el treball no remunerat beneficiava la metròpoli quan no hi havia immigració suficient o quan els treballadors forçats eren més rendibles. De fet, de vegades es va arribar a condemnar a persones per assumptes insignificants amb la intenció de generar mà d'obra barata.

## Les colònies penals a l'Imperi Britànic
Els britànics van utilitzar Amèrica del Nord com una colònia penal a través d'un sistema de servitud per contracte. Els condemnats eren transportats per comerciants i subhastats als propietaris de les plantacions en arribar a les colònies. S'estima que al voltant de 50.000 convictes britànics van ser enviats a l'Amèrica colonial, cosa que representa una quarta part de tots els emigrants britànics durant el segle xviii.
Quan aquesta porta es va tancar després de la Guerra d'Independència dels Estats Units, la Gran Bretanya va començar a utilitzar zones del que ara es coneix com a Austràlia, com a colònies penals. Algunes d'aquestes foren l'illa de Norfolk, Van Diemen's Land (Tasmània) i Nova Gal·les del Sud. Sense aquesta aportació de mà d'obra barata la colonització d'Austràlia no hagués estat possible.
Les Bermudes foren emprades l'època victoriana. Els condemnats allà allotjats van ser utilitzats per construir el port de la Royal Navy, i durant la Segona Guerra Bòer, els presoners bòers van ser enviats a l'arxipèlag i empresonats en una de les illes menors.
A l'Índia colonial, els britànics havien fet diverses colònies penals. Dos dels més infames són les illes Andaman i Hijli. En els primers temps de la colonització Singapur va ser el destinatari dels presos indígenes, que es van encarregar d'aclarir la selva.

## Les colònies penals a França
A la Guaiana Francesa entre finals del segle xviii i 1946 van existir diverses colònies penals. Entre els deportats a la Guaiana destaca Henri Charrière, anomenat Papillon (autor del llibre Papillon i de la qual s'insipira la pel·lícula del mateix nom).
També se n'establiren a Nova Caledònia, Indoxina, Madagascar, Tunísia i Algèria.